# Az Angyalvár látványa (Guardi-kép)
A római Angyalvár ábrándos látványa című festmény Francesco Guardi alkotása, amely a washingtoni National Gallery of Art gyűjteményének része.

## Keletkezése
Guardi 1785 körül festett képe a római Angyalvárat, az előtte folyó Teverét, valamint a Szent Péter-bazilikát ábrázolja. A vászon két alapot kapott, egy sötét vöröset, majd egy sárgásbarnát, utóbbi áttetszik az épületeken, a talajon, helyenként az égbolton és a vízen. Guardi ezután felskiccelte a városkép körvonalait, és blokkokban felvitte a festéket, majd vékony fekete és fehér vonalakkal megrajzolta a részleteket.
Az alakokat már a kész városképre festette. Ezután következett a kék ég és a felhők megfestése. A fehér és világos színeket elég vastagon, a sötétebbeket vékonyan vitte fel a festő. A röntgenvizsgálatok megállapították, hogy egyes épületek nagysága és elhelyezkedése  megváltozott az eredeti tervhez képest. A felszínt a festő, különösen a sötét festékfoltokon, ledörzsölte, ez jól látható a bazilika kupoláján, amely szinte áttetsző hatású lett. A 46,8 × 76,3 centiméteres képet 1956-ban restaurálták.
A festmény tulajdonosai között volt Alphonse Kann műgyűjtő, akiről Marcel Proust Az eltűnt idő nyomában egyik főszereplőjét, Charles Swannt mintázta részben. A festményt 1914. június 4-én adta el egy londoni műkereskedőnek. 1955-ben a providence-i Howard Sturges vásárolta meg a festményt, amelyet a következő évben a National Gallery of Artnak ajándékozott.